# Metallolophia opalina
Metallolophia opalina är en fjärilsart som beskrevs av W. Warren 1893. Metallolophia opalina ingår i släktet Metallolophia och familjen mätare. Inga underarter finns listade i Catalogue of Life.